# Tony Shalhoub

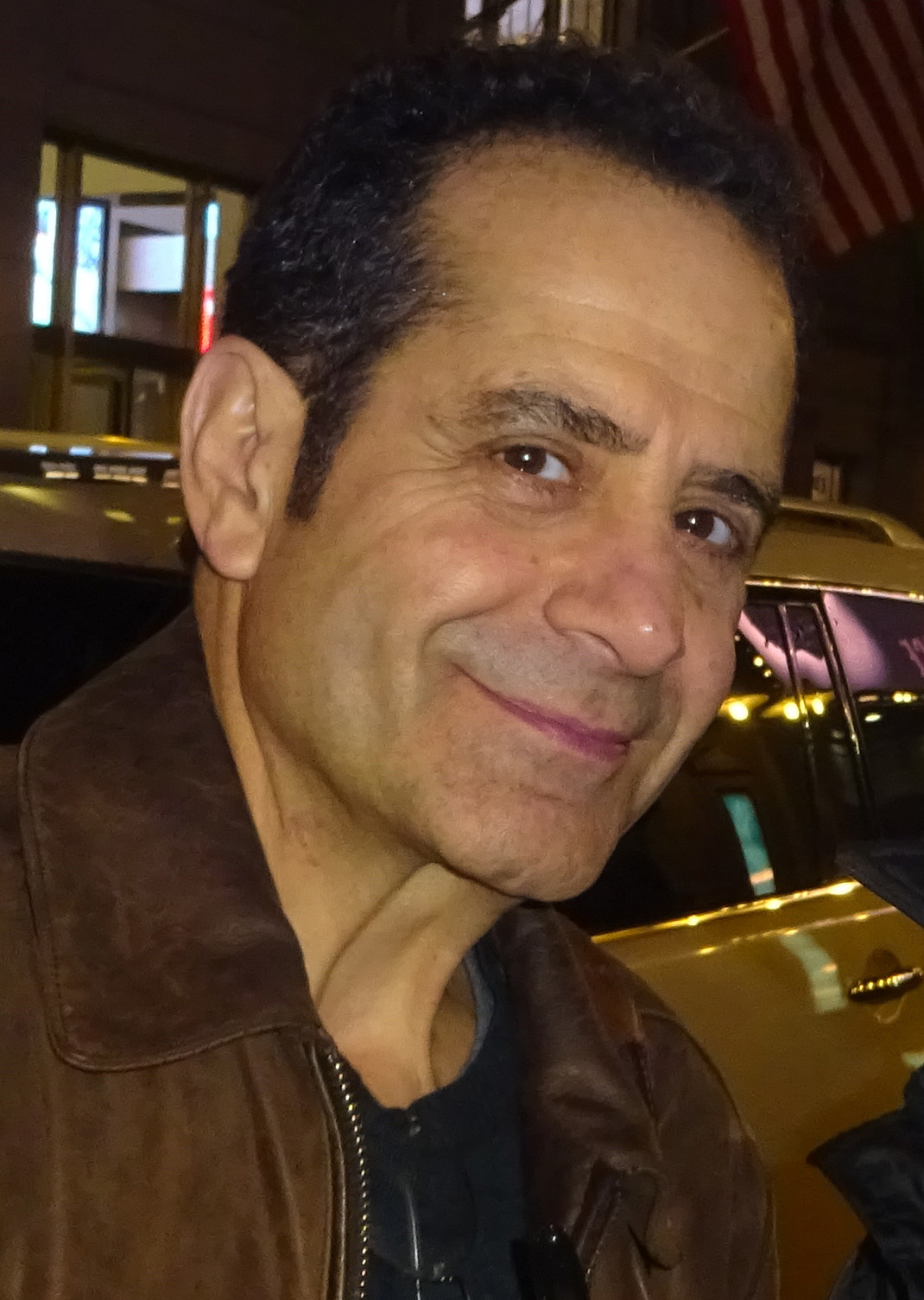
Tony Shalhoub (2017)

Anthony Marcus „Tony“ Shalhoub (* 9. Oktober 1953 in Green Bay, Wisconsin) ist ein US-amerikanischer Schauspieler und Produzent. Für seine Darstellung des Adrian Monk in der US-Fernsehserie Monk erhielt er drei Emmys, zwei SAG-Awards und einen Golden Globe.

## Leben und Karriere
Tony Shalhoub stammt aus einer libanesisch-maronitischen Familie. Er begann seine Schauspielkarriere Anfang der 1990er Jahre, nachdem er nach vier Jahren Schauspielstudium in Yale bei der American Repertory Company in Cambridge, Massachusetts, seinen Abschluss gemacht hatte.
Shalhoubs erster größerer Erfolg war die Fernsehserie Überflieger, in der er den italienischen Taxifahrer Antonio Scarpacci spielte. Die Serie lief bis 1997 auf NBC. Währenddessen spielte er in etlichen Filmen mit, darunter in Big Night als italienischer Koch, für den er die Auszeichnung der National Society of Film Critics in der Kategorie Beste Nebenrolle erhielt.
Im Jahr 2001 erhielt er seine erste Hauptrolle im Film 13 Geister, in dem er einen verwitweten Familienvater spielt, der Geister bändigen muss.
Der Durchbruch gelang Shalhoub im Jahr 2002 mit der Fernsehserie Monk, in der er neben seiner Tätigkeit als Produzent die Titelrolle des neurotischen Polizeiberaters Adrian Monk verkörperte. Für seine Darstellung gewann er u. a. drei Emmys und einen Golden Globe Award als bester Hauptdarsteller in einer Comedyserie. Im Jahr 2023 übernahm er diese Rolle erneut in Mr. Monk’s Last Case: A Monk Movie. Einen weiteren Emmy gewann er 2019 für seine Nebenrolle als jüdischer Familienvater in der Fernsehserie The Marvelous Mrs. Maisel, den er von 2017 bis 2023 darstellte.
Shalhoub ist seit 1992 mit Schauspielkollegin Brooke Adams verheiratet und hat mit ihr zwei Kinder adoptiert. Sie spielte z. B. in „Mr. Monk im Flugzeug“ die Stewardess.

## Filmografie (Auswahl)
- 1989: Freundschaft fürs Leben (Longtime Companion)
- 1990: Ein verrückt genialer Coup (Quick Change)
- 1991: Barton Fink
- 1991–1997: Überflieger (Wings, Fernsehserie, 144 Episoden)
- 1992: … aber nicht mit meiner Braut – Honeymoon in Vegas (Honeymoon in Vegas)
- 1993: Die Addams Family in verrückter Tradition (Addams Family Values)
- 1994: I.Q. – Liebe ist relativ (I.Q.)
- 1995: Akte X – Die unheimlichen Fälle des FBI (The X-Files, Fernsehserie, Episode 2x23)
- 1996: Big Night
- 1996: Frasier (Fernsehserie, Episode 3x23)
- 1997: Men in Black
- 1997: Gattaca
- 1997: Lebe lieber ungewöhnlich (A Life Less Ordinary)
- 1998: Paulie – Ein Plappermaul macht seinen Weg (Paulie)
- 1998: Mit aller Macht (Primary Colors)
- 1998: Ausnahmezustand (The Siege)
- 1998: Zivilprozess (A Civil Action)
- 1998: The Impostors – Zwei Hochstapler in Not (The Impostors)
- 1999: Galaxy Quest – Planlos durchs Weltall (Galaxy Quest)
- 1999: The Tic Code
- 1999: Ally McBeal (Fernsehserie, Episode 2x18)
- 1999–2000: Männer ohne Nerven (Stark Raving Mad, Fernsehserie, 22 Episoden)
- 2001: Spy Kids
- 2001: The Man Who Wasn’t There
- 2001: 13 Geister (Thir13en Ghosts)
- 2001: Impostor
- 2002: Men in Black II
- 2002: Spy Kids 2 – Die Rückkehr der Superspione (Spy Kids 2: The Island of Lost Dreams)
- 2002: Leben oder so ähnlich (Life or Something Like It)
- 2002–2009: Monk (Fernsehserie, 125 Episoden)
- 2003: Mission 3D (Spy Kids 3-D: Game Over)
- 2003: T for Terrorist
- 2004: The Last Shot – Die letzte Klappe (The Last Shot)
- 2004: Die Promoterin (Against the Ropes)
- 2005: The Great New Wonderful
- 2006: Cars (Stimme von Luigi)
- 2007: Zimmer 1408 (1408)
- 2007: Careless – Finger sucht Frau
- 2009: Feed the Fish
- 2010: Woher weißt du, dass es Liebe ist (How Do You Know)
- 2011: Cars 2 (Stimme von Luigi)
- 2011: Five (Fernsehfilm)
- 2011: Too Big to Fail – Die große Krise (Too Big to Fail, Fernsehfilm)
- 2012: Hemingway & Gellhorn (Fernsehfilm)
- 2013: Pain & Gain
- 2014: Teenage Mutant Ninja Turtles (Stimme von Splinter)
- 2015: Nurse Jackie (Fernsehserie, 8 Episoden)
- 2016: The Blacklist (Fernsehserie, 3x13)
- 2016: Teenage Mutant Ninja Turtles: Out of the Shadows
- 2016: BrainDead (Fernsehserie, 13 Episoden)
- 2017: Final Portrait
- 2017: Cars 3: Evolution (Cars 3, Stimme im Original)
- 2017–2023 The Marvelous Mrs. Maisel (Fernsehserie, 43 Episoden)
- 2020: Central Park (Fernsehserie, Stimme)
- 2021: Rumble – Winnie rockt die Monster-Liga (Rumble, Stimme)
- 2022: Linoleum – Das All und all das (Linoleum)
- 2023: Flamin’ Hot
- 2023: Mr. Monk’s Last Case: A Monk Movie (Fernsehfilm)
- 2023: The Company You Keep (Fernsehserie, 2 Episoden)

## Auszeichnungen und Nominierungen
Golden Globe Award
- 2003: Auszeichnung in der Kategorie Bester Serien-Hauptdarsteller – Komödie oder Musical als Adrian Monk in Monk
- 2004: Nominierung in der Kategorie Bester Serien-Hauptdarsteller – Komödie oder Musical als Adrian Monk in Monk
- 2005: Nominierung in der Kategorie Bester Serien-Hauptdarsteller – Komödie oder Musical als Adrian Monk in Monk
- 2007: Nominierung in der Kategorie Bester Serien-Hauptdarsteller – Komödie oder Musical als Adrian Monk in Monk
- 2009: Nominierung in der Kategorie Bester Serien-Hauptdarsteller – Komödie oder Musical als Adrian Monk in Monk

Emmy
- 2003: Auszeichnung in der Kategorie Bester Hauptdarsteller in einer Comedyserie als Adrian Monk in Monk
- 2004: Nominierung in der Kategorie Bester Hauptdarsteller in einer Comedyserie als Adrian Monk in Monk
- 2005: Auszeichnung in der Kategorie Bester Hauptdarsteller in einer Comedyserie als Adrian Monk in Monk
- 2006: Auszeichnung in der Kategorie Bester Hauptdarsteller in einer Comedyserie als Adrian Monk in Monk
- 2007: Nominierung in der Kategorie Bester Hauptdarsteller in einer Comedyserie als Adrian Monk in Monk
- 2008: Nominierung in der Kategorie Bester Hauptdarsteller in einer Comedyserie als Adrian Monk in Monk
- 2009: Nominierung in der Kategorie Bester Hauptdarsteller in einer Comedyserie als Adrian Monk in Monk
- 2010: Nominierung in der Kategorie Bester Hauptdarsteller in einer Comedyserie als Adrian Monk in Monk
- 2018: Nominierung in der Kategorie Bester Nebendarsteller in einer Comedyserie als Abe Weissman in The Marvelous Mrs. Maisel
- 2019: Auszeichnung in der Kategorie Bester Nebendarsteller in einer Comedyserie als Abe Weissman in The Marvelous Mrs. Maisel

Screen Actors Guild Award
- 2003: Nominierung in der Kategorie Bester Darsteller in einer Comedyserie als Adrian Monk in Monk
- 2004: Auszeichnung in der Kategorie Bester Darsteller in einer Comedyserie als Adrian Monk in Monk
- 2005: Auszeichnung in der Kategorie Bester Darsteller in einer Comedyserie als Adrian Monk in Monk
- 2007: Nominierung in der Kategorie Bester Darsteller in einer Comedyserie als Adrian Monk in Monk
- 2008: Nominierung in der Kategorie Bester Darsteller in einer Comedyserie als Adrian Monk in Monk
- 2009: Nominierung in der Kategorie Bester Darsteller in einer Comedyserie als Adrian Monk in Monk
- 2019: Auszeichnung in der Kategorie Bester Darsteller in einer Comedyserie als  Abe Weissman in The Marvelous Mrs. Maisel
- 2019: Auszeichnung in der Kategorie Bestes Schauspielensemble in einer Comedyserie als Abe Weissman in The Marvelous Mrs. Maisel
- 2024: Nominierung in der Kategorie Bester Darsteller in einem Fernsehfilm oder Miniserie als Adrian Monk in Mr. Monk’s Last Case: A Monk Movie